# Bathylaimus latilaimus
Bathylaimus latilaimus är en rundmaskart som beskrevs av Allgen 1947. Bathylaimus latilaimus ingår i släktet Bathylaimus och familjen Tripyloididae. Inga underarter finns listade i Catalogue of Life.